# Godofreu de Pitten
Godofreu de Pitten († 1050), fill d'Arnold II de Wels-Lambach, fou co-marcgravi d'Estíria associat al seu pare el 1042 per fer front a la invasió dels magiars; els va rebutjar i l'emperador Enric III el va premiar amb el comtat de Pitten i un ric tresor. Des 1042 apareix amb títol de marcgravi al costat del seu pare.
El 1050 en una horrible matança al castell de Lambach, Godofreu, la seva mare, el seu germà Arnold III i la seva dona van ser massacrats. El pare, Arnold II, va dedicar llavors el castell a edifici religiós. Per manca de fills el marcgraviat va passar a la mort d'Arnold II el 1055, a Ottokar I de Chiemgau, que governava el Traungau, l'Enns i el Paltenthal i la família del qual és coneguda com els Traungauer (després els Ottokars).